# Eriocaulon collettii
Eriocaulon collettii är en gräsväxtart som beskrevs av Joseph Dalton Hooker. Eriocaulon collettii ingår i släktet Eriocaulon och familjen Eriocaulaceae. Inga underarter finns listade i Catalogue of Life.